# Rubus maershanensis
Rubus maershanensis är en rosväxtart som beskrevs av Huan C.Wang och H.Sun. Rubus maershanensis ingår i släktet rubusar, och familjen rosväxter. Inga underarter finns listade i Catalogue of Life.